# Cinclidotus fontinaloides
Cinclidotus fontinaloides là một loài rêu trong họ Cinclidotaceae. Loài này được Hedw. P. Beauv. mô tả khoa học đầu tiên năm 1805.

## Hình ảnh

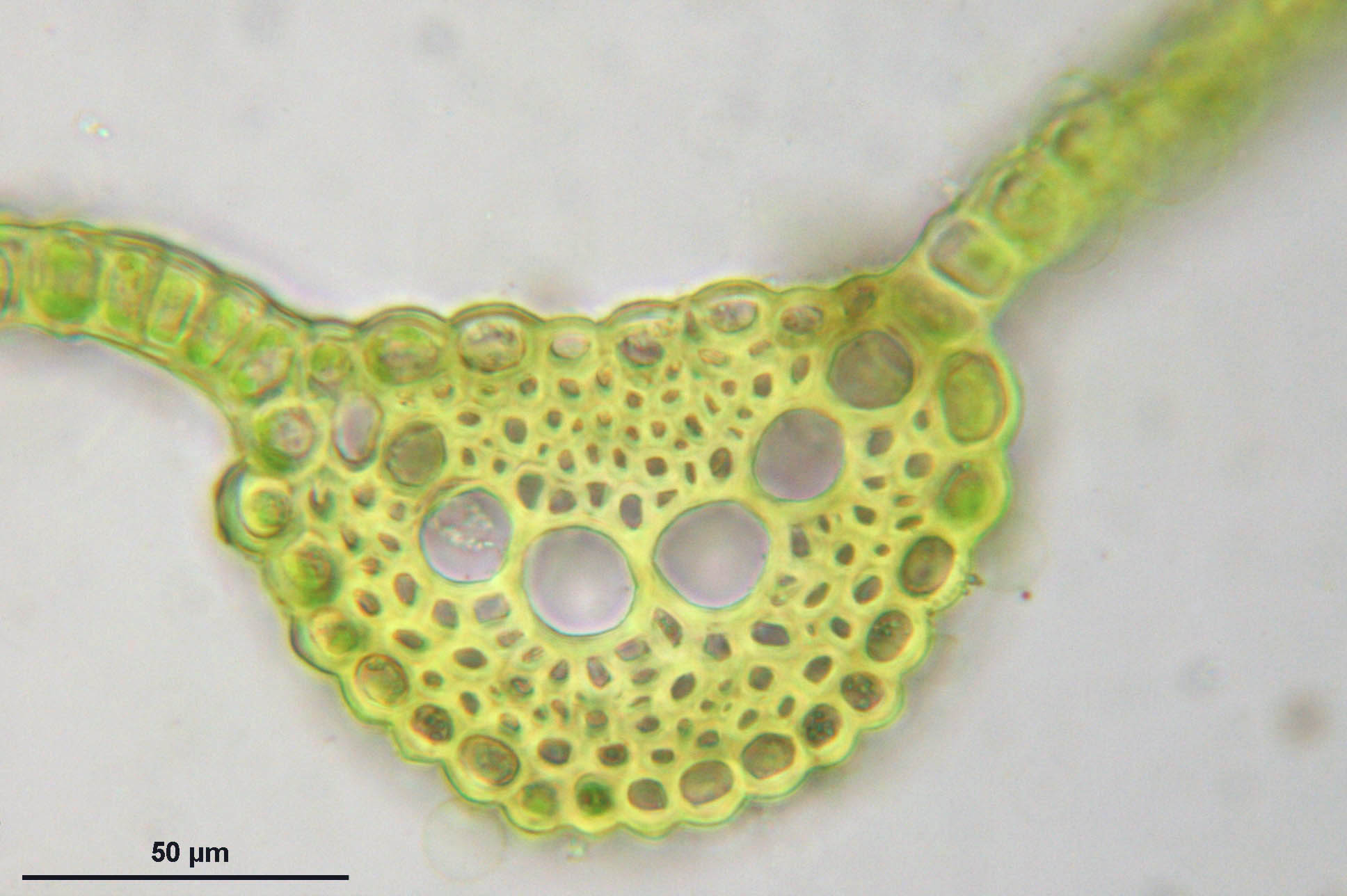
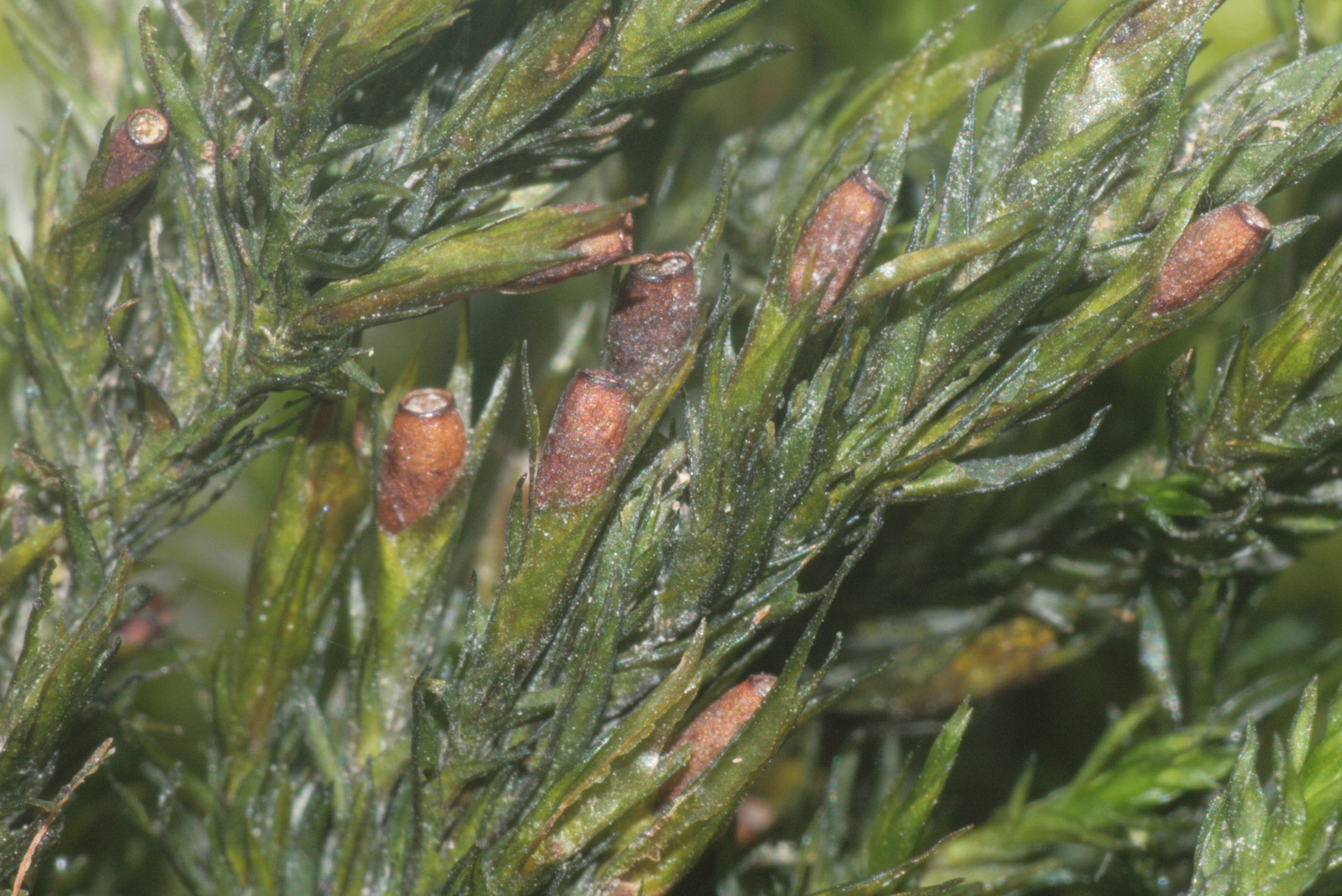
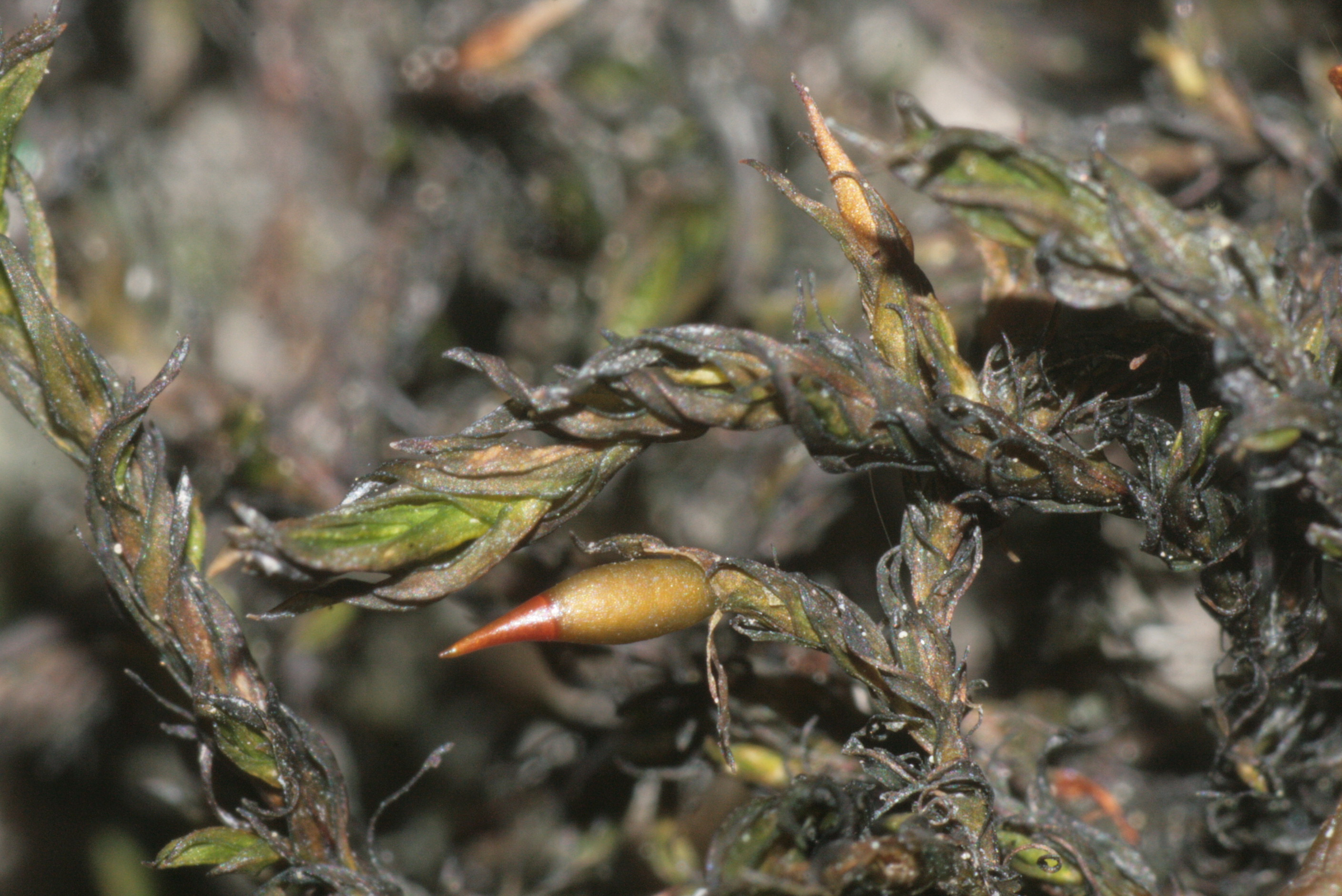
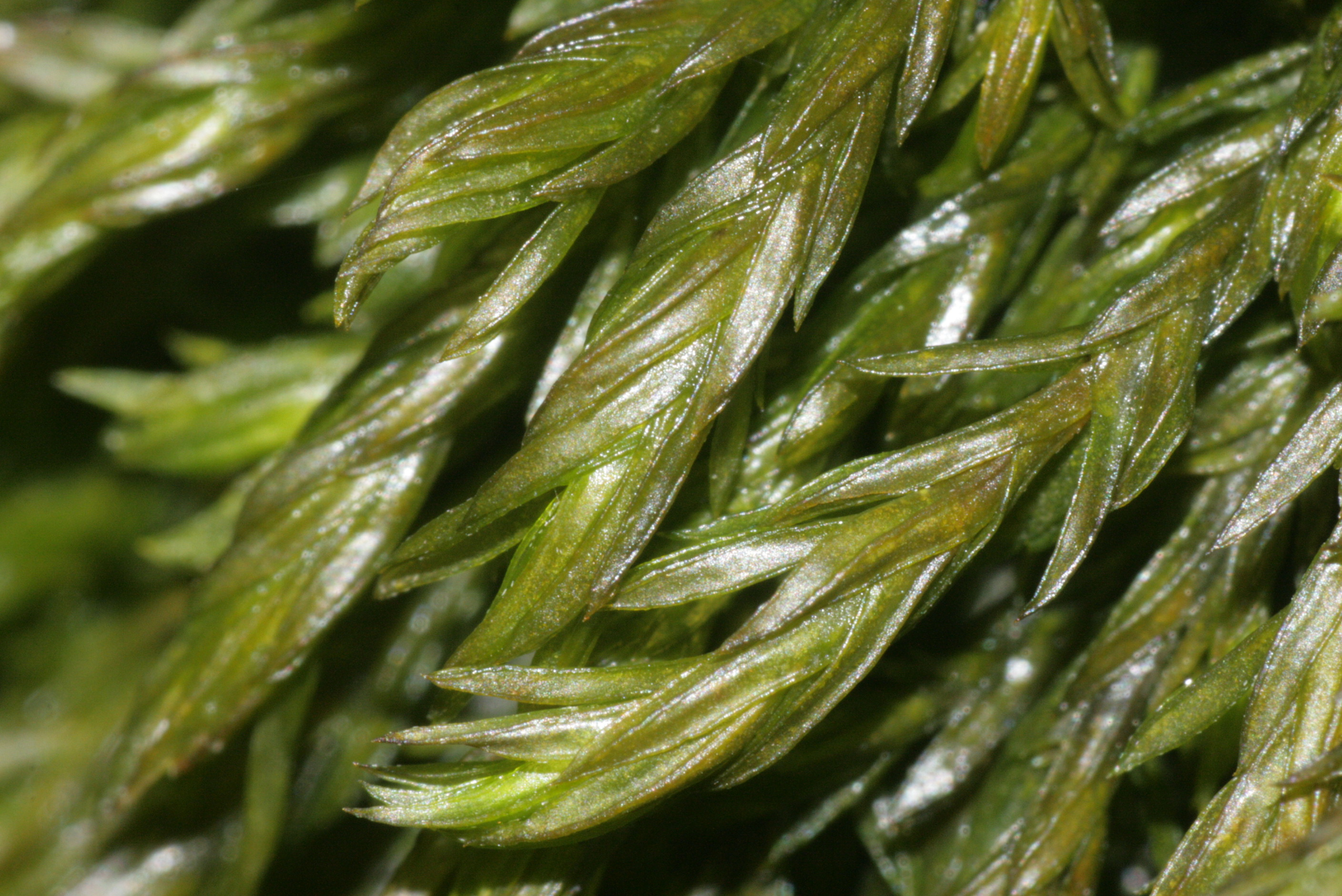